# Taishibashi-Imaichi (métro d'Osaka)
Taishibashi-Imaichi (太子橋今市駅, Taishibashi-Imaichi-eki) est une station du métro d'Osaka sur les lignes Tanimachi et Imazatosuji. Elle se situe très précisément sur la limite entre les villes d'Osaka (arrondissement d'Asahi) et de Moriguchi.

## Situation sur le réseau
La station Taishibashi-Imaichi est située au point kilométrique (PK) 3,0 de la ligne Tanimachi, entre les stations Moriguchi et Sembayashi-Omiya, et au PK 3,7 de la ligne Imazatosuji, entre les stations Daido-Toyosato et Shimizu.

## Histoire
La station a été inaugurée le 6 avril 1977 sur la ligne Tanimachi. La ligne Imazatosuji y arrive le 24 décembre 2006.

## Services aux voyageurs

### Accès et accueil
La station est ouverte tous les jours.

### Desserte

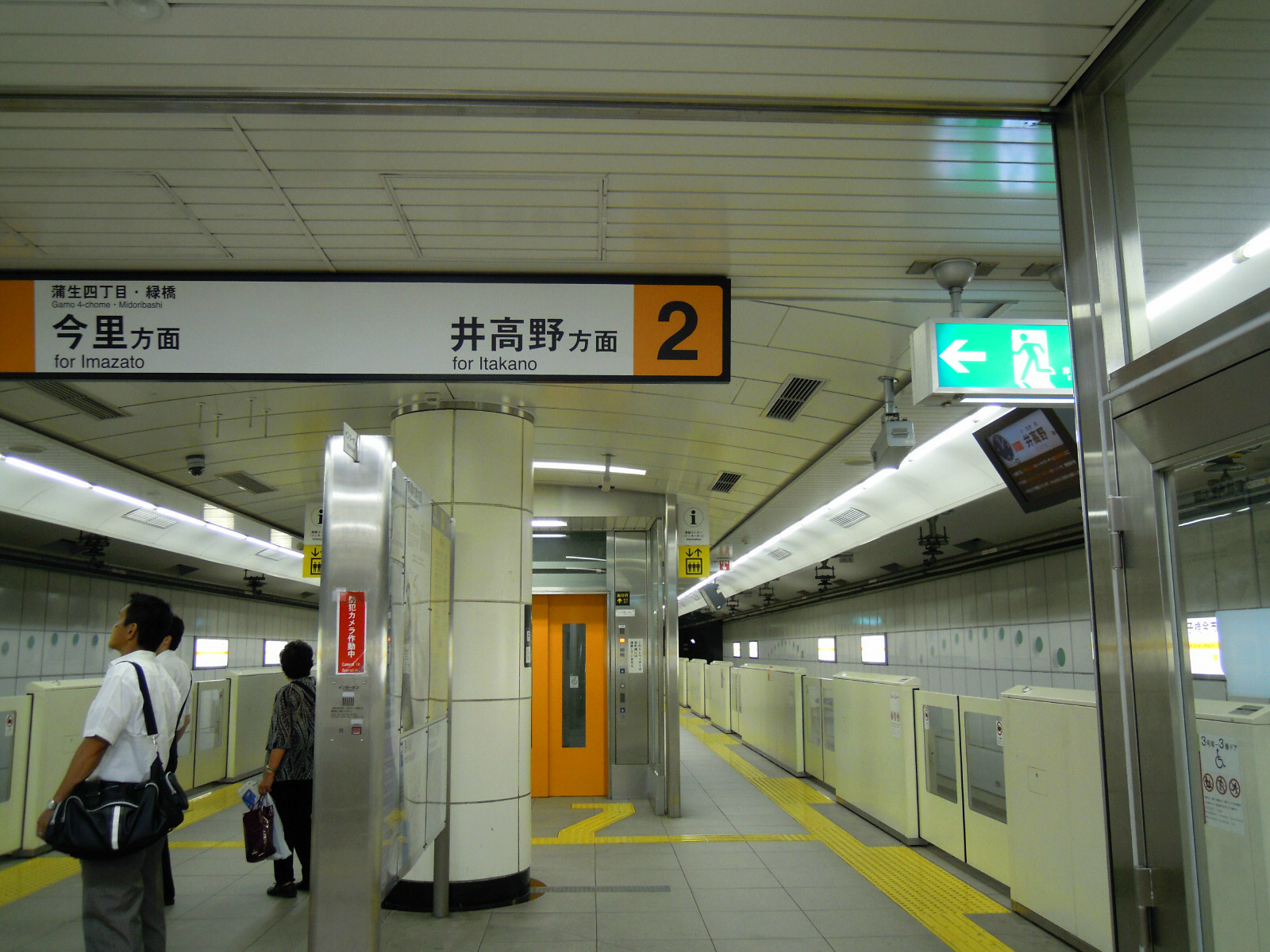
Vue du quai de la ligne Imazatosuji

- Ligne Tanimachi :
  - voie 1 : direction Yaominami
  - voie 2 : direction Dainichi
- Ligne Imazatosuji :
  - voie 1 : direction Imazato
  - voie 2 : direction Itakano

## Dans les environs
- Osaka Institute of Technology
- Gares Keihan de Doi et de Takii